# Droits LGBT en Australie
 (septembre 2023).
La reconnaissance des droits des personnes lesbiennes, gays, bisexuelles et transgenres (LGBT) en Australie a progressivement augmenté dans les différents États et territoires qui composent ce pays depuis les années 1970.
Au niveau fédéral ou du Commonwealth, le mariage a été explicitement défini comme l'union entre un homme et une femme depuis 2004, lorsque la loi d'amendement sur le mariage a été adoptée (Marriage Amendment Act). Toutefois, depuis le 1er juillet 2009, les couples de même sexe bénéficient du même niveau de la reconnaissance « de facto » (de fait) que les couples de sexe opposé aux yeux des lois fédérales, sur les sujets comprenant l'impôt, la santé, la retraite et les soins aux personnes âgées.
Les personnes transgenres peuvent se déclarer comme telles dans leurs passeports avec une option X.

## Mouvement pour les droits LGBT en Australie

### Histoire

#### Premières années de l'Australie
Les premières lois en Australie étaient fondées sur les lois alors en vigueur en Grande-Bretagne, qui étaient héritées de la colonisation en 1788. Le lesbianisme n'a jamais été illégal en Grande-Bretagne, ni ses colonies, dont l'Australie. Les lois sur la sodomie, cependant, font partie du droit australien, de 1788 jusqu'en 1994, sous Human Rights (Sexual Conduct) Act 1994 (trad. Droits de l'Homme - conduite sexuelle - Act de 1994) . La punition pour « buggery » (sodomie) fut réduite d'exécution en 1899, et qui était 10 ans de prison au minimum ou la prison à vie. Après la loi de 1899 la peine fut réduite à un emprisonnement avec travaux forcés pendant quatorze ans,.
Des « mariages » homosexuels ont été révélés dans les années 1930 en Australie, bien qu'à l'époque ces mariages à huis clos, n'étaient pas reconnus. Un journal de 1932 (The Arrow newspaper) rapportait que des hommes gays de Brisbane s'unissaient de manière illégale au travers de ce qu'il appelaient les « obligations du mariage ».

#### Le mouvement pour les droits des homosexuels
Les groupes de mouvements gay et lesbiennes militant pour leurs droits ne sont pas organisés en Australie avant la fin des années 1960.

#### Les annéesJohn Howard
Depuis le début de son mandat en tant que Premier ministre en 1996, John Howard avait émis sa position claire sur la question des droits des homosexuels,, refusant par exemple un message de soutien à la marche des fiertés : la Sydney Gay & Lesbian Mardi Gras. En juillet 1996, le gouvernement Howard réduisit le nombre de visas interdependency visas (visas d'interdépendance), qui eut pour effet de rendre la migration pour les couples de même sexe plus difficile. Ces visas avaient été instorés par le premier ministre Paul Keating en 1991 afin de permettre aux partenaires de même sexe de citoyens australiens d'émigrer en Australie.
La Commission des droits de l'homme de l'ONU déclara le gouvernement fédéral Australien, être en violation avec les droits à l'égalité et à l'intimité en vertu du Pacte international relatif aux droits civils et politiques de septembre 2003, après avoir refusé à un homme la pension de son conjoint pourtant basé sur sa relation homosexuelle avec son partenaire depuis plus de 38 ans. La demande de l'ONU que l'Australie prenne des mesures afin de traiter les couples de même sexe également fut ignorée.
En mars 2004, Howard condamna les premières propositions de lois australiennes qui permettraient aux couples homosexuels d'adopter des enfants. Howard a déclara : « Je pense que cette idée de loi, et cette charte de nouveaux droits est ridicule. Je suis contre l'adoption gay, tout comme je suis contre le mariage gay». Le Commonwealth fédéral, cependant, ne renversa pas la législation.
Le 15 novembre[Quand ?], le Bureau australien des statistiques annonce qu'à 62 %, les Australiens se sont prononcés en faveur du mariage pour les couples homosexuels, conduisant le gouvernement à annoncer l'introduction d'une loi en ce sens.

## Reconnaissance au niveau du Commonwealth Fédéral
Les relations homosexuelles sont légalement reconnues dans la législation fédérale, et bénéficient d'un large éventail de droits, mais les lois au niveau du Commonwealth fédéral ne permettent pas au couples de même sexe de se marier légalement.

## Relations reconnues et enregistrées
Depuis 2009, les lois australiennes reconnaissent les couples formés de deux personnes de même sexe, soit comme relations de cohabitation non enregistrées, soit comme relations avec le statut « de facto ».
À partir de 2011 le Queensland, la Tasmanie, le Victoria, le Territoire de la capitale australienne et la Nouvelle-Galles du Sud ont mis en place des relations reconnues et enregistrées par ces États et territoires.
Le 22 octobre 2013, le Territoire de la capitale australienne est devenu le premier territoire australien à légaliser le mariage homosexuel,.
| Nom de l'État          | Nom de l'État     | Reconnaissance | Sous la forme                     |
| Français               | Anglais           | Reconnaissance | Sous la forme                     |
| ---------------------- | ----------------- | -------------- | --------------------------------- |
| Australie-Méridionale  | South Australia   | Oui            | Accord de partenariat domestique  |
| Australie-Occidentale  | Western Australia | Oui            | De facto                          |
| Nouvelle-Galles du Sud | New South Wales   | Oui            | Partenariat enregistré            |
| Queensland             | Queensland        | Oui            | Partenariat enregistré            |
| Tasmanie               | Tasmania          | Oui            | Partenariat enregistré (registre) |
| Victoria               | Victoria          | Oui            | Partenariat enregistré (registre) |

| Nom du territoire                      | Nom du territoire            | Reconnaissance | Sous la forme |
| Français                               | Anglais                      | Reconnaissance | Sous la forme |
| -------------------------------------- | ---------------------------- | -------------- | ------------- |
| Territoire de la capitale australienne | Australian Capital Territory | Oui            | Union civile  |
| Territoire du Nord                     | Northern Territory           | Oui            | De facto      |

## Tableau récapitulatif
| Majorité sexuelle égale à celle des hétérosexuels        | (depuis 1997) |
| Reconnaissance des couples de même sexe                  | (depuis 2009) |
| Pénalisations de toutes les discriminations              | (depuis 2013) |
| Droit pour les gays et lesbiennes de servir dans l'armée | (depuis 1992) |
| Droit de changer de genre légal                          | Oui           |
| Autorisation du don de sang pour les HSH                 | (depuis 2009) |